# Elizabethaans tijdperk

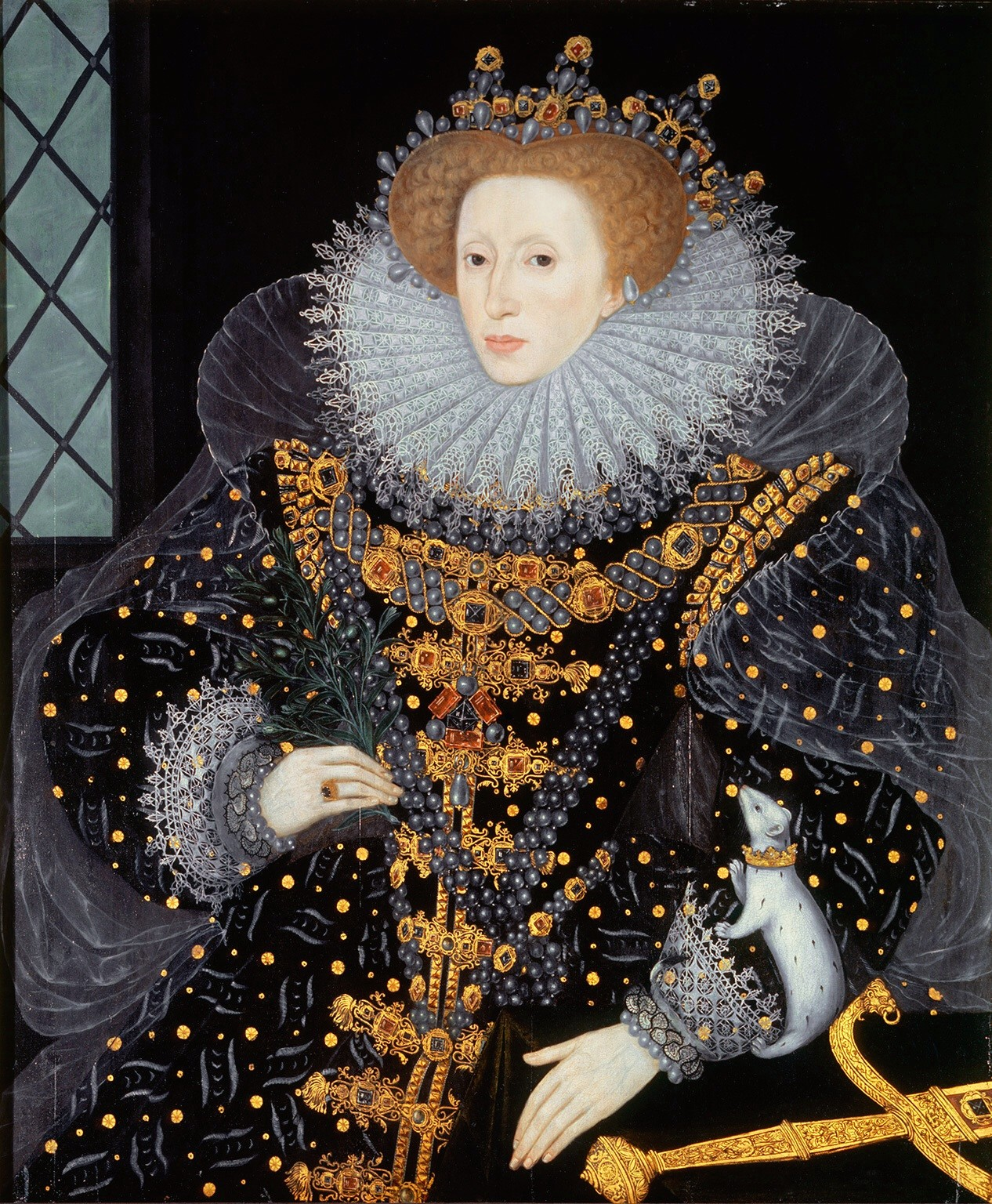
Portret van Elizabeth I, 1585

Het Elizabethaans tijdperk is de periode in de geschiedenis van Engeland die wordt geassocieerd met het bewind van koningin Elizabeth I (1558-1603). Haar beleid bracht relatieve politieke stabiliteit in Engeland na een periode van onrust onder haar voorgangers, vooral van haar halfzus Mary I. Deze stabiliteit zorgde voor meer aandacht voor culturele en artistieke prestaties.
Het hoogtepunt van de Engelse renaissance, het Elizabethaans tijdperk, was een artistieke en culturele gouden eeuw: literatuur, poëzie en theater bloeiden toen onder impuls van auteurs als Christopher Marlowe, William Shakespeare en Ben Jonson. De macht en invloed van Engeland in de wereld werden toen bevestigd, terwijl de protestantse reformatie diep verankerd was in de Engelse samenleving.
Het Elizabethaans tijdperk werd gekenmerkt door stimulatie van ontdekkingsreizen en kolonisatie-inspanningen. Ontdekkingsreizigers als Francis Drake en Walter Raleigh ondernamen reizen om nieuwe landen te ontdekken en Engelse koloniën te stichten in Amerika. Gedurende deze periode was er ook vooruitgang op het gebied van wetenschap en filosofie. Zo droeg Francis Bacon bij aan de ontwikkeling van empirische wetenschappelijke methoden en de vooruitgang van menselijke kennis.
Op religieus gebied probeerde Elizabeth I de spanningen tussen het protestantisme en het katholicisme in Engeland in evenwicht te brengen. De Elizabethan Religious Settlement (1559-1563) had tot doel de Kerk van Engeland te vestigen als de officiële staatskerk, terwijl een zekere mate van religieuze tolerantie werd toegestaan.